# Ден, Ян
Ян Ден (в оригинале Джон Дин или Джон Ден, англ. John Dean или Deane; 1679 — 18 августа 1761) — с 1711 года по 1722 год офицер военно-морского флота Российской империи. В 1719 году был осуждён военно-морским судом, и в 1722 году уволен со службы. С 1723 года он служил Великобритании, предоставляя различные сведения о флоте Российской империи.
В 1723 году предподнёс королю рукопись «История российского флота в царствование Петра Великого». 
Материалы Яна Дена были впервые переведены на русский язык графом Е. Е. Путятиным (1897). Перевод этой книги был уточнён, отредактирован и переиздан П. А. Кротовым (1999).

## Служба в Российском флоте

### Получение чина капитан-поручика
Примерно в 1711 году Ян Ден поступил на службу в Военно-морской флот Российской империи. В 1712 году — третий офицер на 50-пушечном корабле «Пернов». В январе 1715 года Ян Ден получил чин капитан-поручика. В этом же году стал командовать кораблём. В 1716 году под его командованием 52-пушечный корабль «Архангел Ягудиил» пришёл в Копенгаген из Архангельска.
В 1716 году в Копенгагене Яну Дену поручено командовать 32-пушечным фрегатом «Самсон».

### Отставка
В 1719 году был осуждён Военно-Морским судом и в 1722 году уволен со службы.
Предположительно, в октябре 1723 года Ян Ден, покинув Санкт-Петербург, добрался на Котлин. В конце осени он отправился на торговом судне из России в Великобританию.

## На службе Великобритании
2 июня 1725 года Ян Ден прибыл в Кронштадт. Встретившись с Ф. М. Апраксиным, предъявил ему патент Георга I, в котором не было указано даже имя российской императрицы Екатерины I. Генерал-адмирал решил, что Ян Ден появился в Кронштадте «смотреть и проведывать здешнего состояния». Поэтому Ян Ден был отправлен в Санкт-Петербург, а в середине июня 1725 года он был выслан из страны. Результатом поездки Яна Дена стали пять страниц со списком «Нынешнее состояние русского военного флота. 1725». При этом Ден в донесении британскому государственному секретарю признал, что полностью провалил миссию: его поставленной задачей было не изучение российского флота, а наблюдение за английскими эмигрантами-якобитами в Петербурге.
В 1726 году в составе экипажа английской эскадры Дж. Ден прибыл на Балтику, чтобы блокировать Российский флот в его портах. Для достижения этой цели Ян Ден был необходим, потому что он отлично знал фарватеры в Финском заливе. При проходе южнее острова Котлин Ян Ден даже выполнял обязанности лоцмана.
После возвращения в Великобританию Ян Ден был назначен консулом в порт Остенде. В 1738 году ушел в отставку и поселился в деревне Уилфорд в Ноттингемшире, где построил два больших дома и где умер в 1761 году. Надпись на его гробнице гласит:

Тут покоится тело Джона Дина, эск., который с 1714 по 1720 г. командовал военным кораблем на службе у московского царя; после чего, будучи назначенным Его Британским Величеством консулом в порты Фландрии и в Остенд, прожил там много лет и по милости его величества ушел в отставку в эту деревню в 1738 году, где и умер 18 августа 1761 года в возрасте 82 лет. Его супруга, Сара Дин, что ушла из этой жизни 17 августа 1761 года в возрасте 81 года, покоится тут же под землей.
Оригинальный текст (англ.)Here lieth the body of John Deane, Esq, who from the year 1714 to 1720 commanded a ship of war in the Czar of Muscoveys's service; after which, being appointed by his Britanick Majesty Consul for the ports of Flaunders and Ostend, he resided there many years & by his majesty's leave retired to this village in year 1738, where he died August the 18th, 1761, in the 82nd year of his age. His lady, Sarah Deane, lies here also interr'd who departed this life August 17th, 1761, Aged 81.